# Roger Tsafack Nanfosso
 (juin 2020).
Si vous disposez d'ouvrages ou d'articles de référence ou si vous connaissez des sites web de qualité traitant du thème abordé ici, merci de compléter l'article en donnant les références utiles à sa vérifiabilité et en les liant à la section « Notes et références ».
 (juin 2020).
La mise en forme du texte ne suit pas les recommandations de Wikipédia : il faut le « wikifier ».
Les points d'amélioration suivants sont les cas les plus fréquents :
- Les titres sont pré-formatés par le logiciel. Ils ne sont ni en capitales, ni en gras.
- Le texte ne doit pas être écrit en capitales (les noms de famille non plus), ni en gras, ni en italique, ni en « petit »…
- Le gras n'est utilisé que pour surligner le titre de l'article dans l'introduction, une seule fois.
- L'italique est rarement utilisé : mots en langue étrangère, titres d'œuvres, noms de bateaux, etc.
- Les citations ne sont pas en italique mais en corps de texte normal. Elles sont entourées par des guillemets français : « et ».
- Les listes à puces sont à éviter, des paragraphes rédigés étant largement préférés. Les tableaux sont à réserver à la présentation de données structurées (résultats, etc.).
- Les appels de note de bas de page (petits chiffres en exposant, introduits par l'outil «  Source ») sont à placer entre la fin de phrase et le point final[comme ça].
- Les liens internes (vers d'autres articles de Wikipédia) sont à choisir avec parcimonie. Créez des liens vers des articles approfondissant le sujet. Les termes génériques sans rapport avec le sujet sont à éviter, ainsi que les répétitions de liens vers un même terme.
- Les liens externes sont à placer uniquement dans une section « Liens externes », à la fin de l'article. Ces liens sont à choisir avec parcimonie suivant les règles définies. Si un lien sert de source à l'article, son insertion dans le texte est à faire par les notes de bas de page.
- La présentation des références doit suivre les conventions bibliographiques. Il est recommandé d'utiliser les modèles {{Ouvrage}}, {{Chapitre}}, {{Article}}, {{Lien web}} et/ou {{Bibliographie}}. Le mode d'édition visuel peut mettre en forme automatiquement les références.
- Insérer une infobox (cadre d'informations à droite) n'est pas obligatoire pour parachever la mise en page.

Pour une aide détaillée, merci de consulter Aide:Wikification.
Si vous pensez que ces points ont été résolus, vous pouvez retirer ce bandeau et améliorer la mise en forme d'un autre article.
Roger Antoine Pépin Tsafack Nanfosso, né le 17 janvier 1964 à Yaoundé, est un économiste et universitaire camerounais. Il occupe depuis le 15 septembre 2015 le poste de recteur de l’université de Dschang.

## Biographie

### Jeunesse
Roger Antoine Pépin Tsafack Nanfosso est né à Yaoundé le 17 janvier 1964. Il a passé son enfance dans la capitale politique du Cameroun où il fait ses études primaires à l’école catholique de Mvolyé. Ses études secondaires se déroulent au collège François Xavier Vogt où il obtient son brevet d’études du premier cycle et au collège de la Retraite où il décroche son baccalauréat, série B (Sciences économiques), en 1983. L’absence du père, le maréchal-des-logis-chef Tsafack Tangue Léonard (en service à la Garde présidentielle du Cameroun – Compagnie musique) disparu le 31 mai 1978, ne perturbera pas beaucoup sa scolarité. Le brillant esprit grandit ainsi aux côtés de sa mère, Zemfack Marie (décédée le 20 janvier 1998), nourri à l’enseignement social de l’Église catholique romaine.  

### Parcours universitaire
Le jeune Roger Tsafack Nanfosso s’inscrit en 1984 à la Faculté de Droit et Sciences Économiques de l’Université de Yaoundé où il suit un parcours d’économie et de gestion. Il y obtient la licence ès Sciences Économiques en 1987 avec une distinction qui le qualifie pour l’accession au très sélectif second cycle universitaire. En 1988, il décroche sa maîtrise en Économie de l’entreprise avec une mention « Assez bien ». Son sujet de mémoire est intitulé : « Les taux de change flottants et les pays sous-développés ». En 1989, il obtient son Diplôme d’études approfondies (DEA) en Économie avec la mention « Bien », ce qui fait de lui le major de sa promotion. 
En 1993, il soutient un doctorat du 3e cycle sur « La flexibilité offensive de l’entreprise » à l’Université de Yaoundé II – Soa sanctionnée par la mention « Très Bien à l’unanimité du jury ». En attendant de présenter sa deuxième thèse, sa soif de compétitivité sur le marché de l’emploi l’emmène à travailler à l’obtention de qualifications supérieures intermédiaires. C’est ainsi qu’au Centre d’Études et de Recherches sur le Développement International (CERDI), à l’Université d’Auvergne en France, il obtient en 1997 un Diplôme de Hautes Études en Gestion de la Politique Économique. L’année suivante, il décroche à l’Institut de Développement Économique/Banque Mondiale/CREA à Abidjan en Côte d’Ivoire, un Certificat de Gestion Macroéconomique. En 2000, ses études universitaires sont couronnées par un Doctorat d’État en Économie du Travail. Sa thèse est intitulée « Syndicats et performances économiques : analyse et réfutation au Cameroun ». Ses travaux, dirigés par le Prof. Jean-Marie Ngankou reçoivent la mention « Très honorable avec les félicitations du jury ». 
En 2001 au Concours d’agrégation des Sciences Juridiques, Politiques, Économiques et de Gestion (SJPEG) du CAMES, il sort Major dans la section des Sciences Économiques. Lors de la dédicace de son ouvrage (L’Économie camerounaise – pour un nouveau départ) en 2008 au siège du GICAM à Douala, le Prof. Touna Mama qui fut l’un de ses maîtres à l’université a affirmé qu’il fait partie de la crème qu’il a formée et qui l’a assisté dans ses charges d’enseignement et de recherche. Et il a conclu : « C’est tout naturellement qu’il est devenu agrégé ». Ce témoignage rejoint l’adoubement du jeune agrégé à qui l’université avait confié la leçon de rentrée académique 2001/2002. Au terme de sa prestation sur « les NTIC et le développement de l’Afrique », devant le Ministre Chancelier des Ordres Académiques et toute la communauté universitaire réunie, le Recteur de l’Université de Yaoundé II – Soa a enlevé sa toque et l’a mise sur la tête du Prof Tsafack Nafosso en déclarant : « Voici un Maître de l’Université ! »  Après l’agrégation, Sa curiosité intellectuelle ne s’arrête pas, tant s’en faut. Aussi va-t-il en 2012 à la conquête du Certificat de l’African Capacity Building Foundation (ACBF) qu’il obtient sur la Gestion axée sur les résultats et le suivi-évaluation.

### Enseignant des Universités
Roger Tsafack Nanfosso est recruté comme moniteur (chargé de travaux dirigés) à l’Université de Yaoundé en 1988, puis comme Assistant à l’Université de Yaoundé II – Soa en 1994. En 1998, il devient Chargé de Cours. En 2001, il fait une ascension fulgurante comme ci-dessus indiqué et est par conséquent consacré Maître de Conférences (« Associate Professor »). En 2006, il devient Professeur Titulaire des Universités au Cameroun et, depuis juillet 2018, Professeur Titulaire au CAMES.

### Vie privée
Roger Tsafack Nanfosso s'est marié le 28 juillet 1989 avec Berthe Jeanine Honga, administrateur civil alors en service au Ministère des Finances du Cameroun. Elle y a été, entre autres, directrice de la Solde, conseillère technique auprès du ministre et, depuis le 23 septembre 2018, coordonnatrice national du Secrétariat Technique Dédié à l’Exécution du Contrat de Désendettement et de Développement (STADE C2D) au Cameroun. Le couple a deux enfants, Rogers Anthony et Jane Kelly. 

## Responsabilités universitaires et extra universitaires

### Responsabilités administratives
Le Professeur Roger Tsafack Nanfosso commence sa carrière administrative à l’Université de Yaoundé II – Soa dès 2001, année à laquelle il est nommé chef du Service des Diplômes à la Faculté des Sciences Économiques et de Gestion, poste qu’il occupe jusqu’en 2005. La même année 2005, il est promu Directeur National du Programme de Troisième Cycle Interuniversitaire en Économie (PTCI) et Directeur du programme de DEA des Sciences de Gestion dans la même institution. 
Le 09 octobre 2003, le Prof. Roger Tsafack Nanfosso se voit confier davantage de charges, cumulativement à celles qu’il avait déjà. C’est ainsi qu’il est désigné Directeur du Programme de formation en Gestion de la Politique Économique (GPE), basé à Yaoundé au Cameroun. Ce Programme est financé par la Banque Mondiale et l’African Capacity Building Foundation (ACBF). Il y est remplacé le 11 août 2017. 
Entre-temps, il a opéré une percée remarquable dans l’administration universitaire puisque le 03 février 2014, le Président de la République du Cameroun lui a fait confiance en le nommant au poste de Vice-Recteur chargé du Contrôle Interne et de l’Évaluation à l’Université de Yaoundé II – Soa. Il atteint la cime de cette ascension dans la sphère académique lorsque, le 15 septembre 2015, un Décret présidentiel le porte au poste de Recteur à l’Université de Dschang. Il est installé dans ces fonctions le 23 septembre par le Ministre de l’Enseignement Supérieur, Chancelier des Ordres Académiques, Prof. Jacques Fame Ndongo. 
A la tête de l’Université de Dschang, il œuvre au rayonnement national et international de cette institution classée première université d’Afrique centrale dans plusieurs sondages nationaux et internationaux à l’instar de 4ICU et de Webometrics. Son management est basé sur le concept de la « Dynamique Collective » qu’il définit comme étant une volonté de travailler ensemble, dans une même disposition d’esprit, en équipe et dans le respect de la hiérarchie, pour produire ensemble les résultats que la société attend de l’Université. Faisant une sorte de témoignage lorsqu’il avait été invité au GICAM deux ans après avoir été nommé recteur, il a montré comment il a appliqué le concept d’entreprise offensive à l’université. Contrairement à l’idée que certains se font dans les milieux d’affaires camerounais, il a démontré qu’il n’y a pas un management pour l’entreprise privée différent d’un management pour les établissements publics, mais qu’il n’y a que le management tout court qui conduit à la performance. 

### Une dynamique collective
Au lendemain de sa prise de fonctions à l'Université de Dschang, le Prof. Roger Tsafack Nanfosso a créé le Conseil Rectoral dès octobre 2015, une innovation managériale forte. Il s'agit d'une instance de concertation et de prise des décisions opérationnelles sur la marche de l'institution. Cette instance regroupe tous les responsables de l'Université nommés par décret présidentiel et quelques responsables de structures spécialisées. Il s'agit d'une structure inédite dans l'université camerounaise. L'esprit c'est que pour réussir l'on ne manage pas seul; on le fait avec tous les autres, dans une « Dynamique Collective ». Grâce à cette « Dynamique Collective » qui est un principe cardinal de son management, le Prof. Roger Tsafack Nanfosso a réalisé à l’Université de Dschang des projets inédits dans l’enseignement supérieur au Cameroun et en Afrique centrale. Parmi ceux-ci, l’on peut citer la Fondation Université de Dschang (FONDUDs), le Centre d’Appui à la Technologie, à l’Innovation et à l’Incubation, le Fonds Institutionnel d’Appui à la Recherche, le Groupe International Entrepreneurial, l’Assurance santé pour tous, la normalisation des parcours académiques, la décentralisation de la gestion au profit des établissements, etc.

#### La décentralisation effective de la gestion
C’est l’un des premiers chantiers ayant donné sens à la « Dynamique Collective ». Dès son entrée en fonction comme Recteur, le Prof. Roger Tsafack Nanfosso a effectivement responsabilisé les 08 chefs d’établissements et les responsables des structures spécialisées dans leurs actes de gestion (Centre médico-social, Bibliothèque centrale, Radio-campus, etc.). C’est ainsi qu’il leur a donné des délégations de pouvoirs et de signatures. Cette décentralisation va jusqu’aux responsables ayant rang de sous-directeur qui bénéficient des délégations de signature. C’est ainsi que 44 délégations de signatures sont émises chaque année. L’idée c’est de nourrir le sentiment de la responsabilité partagée nécessaire à la performance d’une université offensive dont les acteurs agissent collectivement.

#### La normalisation de l’année et des parcours académiques
Elle est l’une des marques de la « Dynamique Collective » rendue tout d’abord par un slogan du Prof. Roger Tsafack Nanfosso : « L’année académique a un début et une fin ». Cela se traduit concrètement par une cérémonie de rentrée solennelle en début d’année académique et une cérémonie de proclamation des résultats en fin d’année assortie de la publication d’un « Palmarès des diplômés ». Jusqu’en 2020, c’est la seule au Cameroun qui ainsi borne et organise l’année académique. Celle-ci est ponctuée par deux semestres clos, chacun avec ses examens (session normale et session de rattrapage). Au-delà, le Prof. Roger Tsafack Nanfosso a restructuré en 2016 l’Ecole Doctorale (ED), notamment en mettant en place des UFR baptisées Dschang Schools. Le 22 septembre 2017, des Centres d’étude et de recherche, chacun correspondant à une Dschang School, ont été créés par des Arrêtés du Ministre de l’Enseignement Supérieur. La réorganisation de l’ED a eu pour effet, entre autres, une certaine rigueur dans l’encadrement des travaux d’étudiants et le respect du temps d’étude en Master II (une année académique) et en Doctorat (trois années académiques). L’une des conséquences les plus visibles de cette réorganisation c’est le nombre de Docteurs/PhD produits par l’UDs chaque année : plus de 150. 

#### L’Assurance santé pour tous
C’est le chantier de la gouvernance sociale ayant le plus d’impact sur les conditions de vie des personnels de l’UDs sous le Prof. Roger Tsafack Nanfosso. Cette assurance instituée en 2016 consiste en une prise en charge du financement des soins médicaux des membres de la communauté universitaire (étudiants, personnels d’appui, enseignants) par une police d’assurance souscrite et payée pour tous par l’institution. Le montant de la prime annuellement souscrite est de FCFA 140 000 000 (cent quarante millions). Les étudiants en bénéficient à 100 % des prestations médicales et les personnels à 80 %. Avant 2016, seuls les enseignants avaient une assurance santé pour eux souscrite par le Ministère de l’Enseignement Supérieur. Le Recteur Tsafack Nanfosso a trouvé qu’il fallait compléter cet effort du Gouvernement en étendant, dans le cadre de la Dynamique Collective, le bénéfice d’une assurance à tous. 

#### Le Centre d’Appui à la Technologie, à l’Innovation et à l’Incubation de l’Université de Dschang (CATI²-UDs)
Il a été imaginé et mis en place par le Prof. Roger Tsafack Nanfosso dans l’esprit de la Dynamique Collective en juin 2016. Sa création a été formalisée par la Décision n°D33/04/04350/UDs/R du 05 septembre 2016. Cette structure est une réponse à la question du chômage des jeunes qui, au Cameroun, se situe à 8,9 % au sein de la population ayant entre 15 et 34 ans, dans un contexte où il est reproché au système d’éducation de ne pas préparer suffisamment ceux qui en sortent à la création de la richesse. Le CATI²-UDs a bénéficié de l’appui du Ministère des Mines, de l’Industrie et du Développement Technologique (MINMIDT), du Ministère des Petites et Moyennes Entreprises, de l’Économie Sociale et de l’Artisanat (MINPMEESA) et évidemment du Ministère de l’Enseignement Supérieur (MINESUP). Sa principale mission est de transformer les jeunes en entrepreneurs prêts à créer la richesse à partir d’idées et de technologies innovantes. Chaque cuvée d’incubés est retenue au terme d’un processus conduit par la Commission chargée de la sélection des idées créée par la Décision n°C23/00646/UDs/R du 09 février 2017. Après la sélection, le CATI²-UDs construit ou consolide pendant 07 mois avec les candidats à l’incubation des compétences et des outils indispensables à la croissance d’entreprises structurées et viables.
Au terme de l’année 2019, le CATI²-UDs avait déjà sensibilisé à la création d’entreprises 15494 jeunes, évalué 1682 idées de projets, organisé et prodigué des conseils personnalisés à 728 personnes porteurs de projets, formé 352 jeunes et étudiants, accompagné 128 projets d’entreprises. Surtout, il avait déjà effectivement lancé 28 start-ups créées au Centre des formalités de création d’entreprises de Bafoussam, chef-lieu de la Région de l’Ouest. Parmi les entreprises créées, 22,7 % sont portées par les filles et 27,3 % par des jeunes non-étudiants. En effet, le Prof. Tsafack Nanfosso privilégie les approches inclusives ; il agit pour que l’université soit équitable à l’égard des genres et que le public non-étudiant se sente concerné par ce qu’elle fait. Prenant part à la première édition du «CATI²-UDs Start-Up Week Challenge» à l’issue duquel chaque cuvée termine sa formation, Arthur Zang, inventeur du CardioPad et CEO de Himore Medical Equipment a témoigné avoir vu des jeunes pleins de talents entrepreneuriaux sortis du CATI²-UDs. 
Les efforts du CATI²-UDs pour la création de la richesse sont reconnus au Cameroun et dans le monde. La structure est référencée, entre autres, à l’Organisation Mondiale de la Propriété Intellectuelle (OMPI). Elle a pris part à la 43e réunion annuelle de la Banque Islamique de Développement à Tunis en Tunisie du 1er au 06 avril 2018. De même, elle a été invitée au Sommet mondial des incubateurs à Doha au Qatar en 2019. Le CATI²-UDs  a déjà remporté plusieurs prix prestigieux dont 02 à l’occasion de la « Youth Entrepreneurship Innovation Challenge » du Programme des Nations unies pour le Développement en partenariat avec le Ministère de la Jeunesse et de l’Éducation civique, lors des Journées d’Excellence de la Recherche Scientifique et de l’Innovation au Cameroun (JERSIC) 2018. Si les deux premiers ont été attribués à des projets incubés au CATI²-UDs, le troisième, sous la dénomination « Prix spécial de l’innovation en faveur de la jeunesse », a été globalement attribué à la structure. Dans le cadre de la compétition « Génie et Talents de l’Étudiant Camerounais » organisée chaque année par le MINESUP, le CATI²-UDs s’est déjà illustré par 05 prix remportés.

#### Le Groupe International Entrepreneurial de l’Université de Dschang – Société Anonyme (GIE-UDs SA)
Le GIE-UDs SA est également un ingrédient de la « Dynamique Collective ». Il s’agit d’une Société commerciale régulièrement bâtie selon les normes de l’Organisation pour l’Harmonisation en Afrique du Droit des Affaires (OHADA). Son Assemblée Générale constitutive a eu lieu le 23 novembre 2016 à Dschang et sa légalisation le 24 mai 2017. Le GIE-UDs SA a une personnalité distincte de celle de l’UDs et sert « d’interface » entre l’université et le monde économique. Elle se consacre aux consultations dans les domaines de compétence de l’UDs, à l’édition scientifique, à la production agro-sylvo-pastorale et à toute autre activité d’appui au développement. Elle a été créée à côté d’un Groupement d’Intérêt Economique (créé en 2006) pour générer des ressources que cette dernière n’était pas juridiquement apte à produire. La société compte 87 actionnaires ayant souscrit et libéré un total d’actions de FCFA 30 000 000 (trente millions). Ces actionnaires sont, pour l’essentiel, des personnels de l’UDs. Le Prof. Tsafack Nanfosso a ainsi voulu les amener à s’investir ensemble dans le financement des activités dont les bénéfices seront dégagés pour soutenir l’institution dans un contexte où les allocations publiques stagnent ou s’amenuisent.

#### Le Fonds Institutionnel d’Appui à la Recherche (FIAR)
Le FIAR a été aussi créé par le Prof. Roger Tsafack Nanfosso dans la même dynamique que le CATI²-UDs et la FONDUDs en 2016. Le projet qu’il avait formulé a été validé à la 35e session ordinaire du Conseil d’Administration de l’UDs le 20 décembre 2016. Face à une recherche individuelle voire égoïste et à un appui institutionnel dispersé, il a ainsi été opposé une approche collective et un appui unifié dans une « caisse ». C’est ainsi que l’idée du Fonds est née avec pour objectif de financer une « politique de recherche universitaire » lisible à travers un programme arrimé aux chantiers du Document (national) de Stratégie pour la Croissance et l’Emploi (DSCE). Doté d’une enveloppe initiale de FCFA 150 000 000 (cent-cinquante millions) par an, il a été constitué par une mise en commun de certaines ressources propres de l’UDs qui étaient jusque-là éparpillées dans le budget.
Le premier appel à projets du Fonds Institutionnel d’Appui à la Recherche a été lancé par le Communiqué n°G13/00973/UDs/R du 22 février 2017. Les 25 propositions reçues ont été examinées par dix experts des Universités de Bamenda et de Dschang, du Ministère de la Recherche Scientifique et de l’Innovation, ainsi que de l’Observatoire National des Changements Climatiques. Selon le communiqué n°G13/02857/UDs/Sec-FIAR du 02 juin 2017 sanctionnant la fin des travaux, 07 projets, de 07 établissements de l’UDs, ont été retenus pour un financement dont le montant plafond avait été fixé à FCFA 15 000 000 (quinze millions) par projet. Les projets privilégiés sont interdisciplinaires avec des équipes mixtes (approche genre). Ces équipes comprennent des enseignants-chercheurs de rang magistral qui pilotent ainsi que des « early carrier scholars » et surtout des étudiants des cycles de recherche. Il est question d’encourager dans la recherche universitaire le « growing together ». Malgré les difficultés financières, le FIAR est appelé à se pérenniser puisqu’il fait désormais partie des rubriques ou des lignes fixes du budget de l’UDs.

#### La Fondation Université de Dschang (FONDUDs)
L'objet de la FONDUDs, décliné à l’article 5 de ses statuts adoptés le 04 août 2017, est de « lever, collecter, gérer et affecter des ressources destinées à soutenir les projets de développement de l’Université de Dschang ». La création de cette fondation validée à la 34e session du Conseil d’Administration de l’UDs le 12 août 2016 est née du souci de trouver des ressources complémentaires aux allocations publiques pour permettre à l’institution de continuer à remplir correctement ses missions d’enseignement, de recherche et d’appui au développement. L’une de ses particularités c’est qu’il s’agit d’une fondation partenariale gérée par des privés, l’université n’ayant que 03 représentants au sein du conseil d’administration qui compte 15 membres. 
Frappé par cette expérience, le CAMES a invité l’UDs à présenter lors de son cinquantenaire au Burkina-Faso du 25 mai au 1er juin 2018 le modèle de la FONDUDs. L’objectif était d’échanger, d’inspirer et d’enrichir d’autres institutions et organisations de gestion de l’enseignement supérieur en Afrique. C’est ainsi que le 30 mai au Centre international des conférences de Ouagadougou, ladite présentation a été faite dans le panel n°4 sur « le financement du CAMES » modéré par le Prof. Roger Tsafack Nanfosso. Au terme des travaux, le Prof. Hervé Ndoume Essingone, universitaire gabonais à qui le CAMES a confié la mise en place de la  Fondation Africaine et Malgache pour l’Enseignement supérieur et la Recherche (FAMER), a affirmé que celle-ci va s’inspirer dans sa conception, entre autres, de la FONDUDs.
Au-delà des dons en nature collectés pour renforcer la formation professionnelle notamment à la Faculté d’Agronomie et des Sciences Agricoles, les fonds réunis ont déjà permis de construire un complexe infrastructurel pour abriter l’École Doctorale de l’UDs. Ledit complexe a été inauguré le 24 juillet 2019à l’issue de la cérémonie d’installation du nouveau PCA de l’UDs par le ministre d’État, ministre de l’Enseignement supérieur, Prof. Jacques Fame Ndongo. Pour le MINESUP, « il s’agit d’une très grande victoire pour le développement infrastructurel dans les universités ».

#### Responsabilités universitaires continentales
Au niveau africain, Roger Tsafack Nanfosso occupe la fonction de Premier Vice-Président Afrique centrale de la Conférence des Recteurs des Universités d’Afrique et de l’Océan Indien (CRUFAOCI). Le jeudi 08 décembre 2016, il a été élu Secrétaire général du Réseau des Etablissements d’Enseignement Supérieur et des Institutions de Recherche de l’Afrique centrale (REESIRAC). 

### Responsabilités scientifiques

#### Professeur associé et invité
Roger Tsafack Nanfosso est Professeur invité dans des universités africaines et européennes. Parmi celles-ci, l’on peut citer notamment : l’Université Panthéon-Assas Paris II, l’Université de Nancy II, l’Université de Rouen (en France), l’Université d'Etat de l'Altaï à Barnaoul (en Russie), l'Université Africaine de Développement Coopératif (UADC) de Cotonou (au Bénin). 
Il est Professeur associé de nombreuses institutions parmi lesquelles : Consortium pour la Recherche Economique en Afrique (CREA) à Nairobi (au Kenya), Universités de Ouagadougou (Burkina Faso), Université Cheikh Anta Diop de Dakar (au Sénégal), Université Omar Bongo de Libreville (au Gabon), Université de Niamey (au Niger), Université de Douala, Université de Ngaoundéré, Institut sous régional de la Statistique et de l’Economie Appliquée (ISSEA), École Supérieure des Sciences Économiques et Commerciales (ESSEC), Centre Régional Africain d'Administration du Travail (CRADAT), Ecole Nationale d’Administration et de Magistrature (ENAM), Ecole Internationale de guerre du Cameroun, etc.

#### Comités consultatifs
Entre 2006 et 2011, le Prof. Roger Tsafack Nanfosso a été Président de la Commission Sciences Juridiques, Politiques, Économiques et de Gestion au Comité Consultatif Interuniversitaire (CCIU) du Cameroun, instance d’évaluation et de promotion académique des enseignants-chercheurs. De 2015 à 2018, il est membre du Comité Consultatif Général (CCG) du CAMES.

#### Revues
Le Professeur Tsafack Nanfosso contribue, en tant que membre de comité scientifique ou de comité de rédaction à de nombreux revues et journaux scientifiques. 
- Membre du Comité Scientifique du Journal of Economic Science Research
- Membre du Comité de Rédaction de la Revue Africaine des Sciences Économiques et de Gestion.
- Membre du Comité Scientifique des Cahiers du CEDIMES.
- Membre du Comité Scientifique de la revue Économie et Gestion Appliquées, Gérer et Décider.
- Membre du Comité Scientifique de la Revue Camerounaise de Management.
- Membre du Comité Scientifique de la Revue Congolaise d’Economie et de la Revue Congolaise de Gestion.
- Membre du Comité Scientifique de West African Journal of Monetary and Economic Integration.
- Membre du Comité Scientifique de la Revue Maghrébine des Sciences Économiques et de Gestion.
- Referee du Journal of Public Administration and Policy Research.
- Referee du Journal of African Studies and Development.
- Referee de La Revue des Sciences de Gestion.
- Referee du Global Journal of Economic and Finance.
- Referee de la Revue Africaine de Développement (African Development Review).

#### Sociétés savantes et cercles de réflexion
Depuis 2007, le Prof Roger Tsafack Nanfosso occupe le poste de Président du Forum des Institutions Africaines d'Analyse des Politiques (APIF). Il est aussi, depuis décembre 2010, membre du Conseil d’Administration (Board) de l'African Institute of Corporate Citizenship (AICC), une organisation non gouvernementale vouée à la promotion d’une croissance économique responsable et à la compétitivité de l'Afrique et dont le siège est en République Sud-Africaine. Il est devenu en décembre 2015, Président du Conseil d’Administration de l’AICC. Depuis 2011, il est membre du Groupe de Référence Externe de l'African Capacity Building Foundation (ACBF) chargée de la validation scientifique du Rapport sur les Indicateurs de Capacité en Afrique (RICA) publié par cette Institution. À partir de 2012, il est Personne Ressource du Consortium pour la Recherche Économique en Afrique (CREA) basé à Nairobi au Kenya et aussi membre du Conseil Scientifique du Bureau Central des Recensements et des Etudes de Population (BUCREP) du Cameroun. Le 25 mai 2015, il a été élu Secrétaire Général de l'Association Internationale des Economistes de Langue Française (AIELF). Et depuis le 19 mars 2020, il est membre du Comité National Économique et Financier (CNEF) du Cameroun.

#### Reconnaissance académique et scientifique
Le Prof. Roger Tsafack Nanfosso anime des groupes de réflexion et est membre de nombreuses sociétés savantes. Il a fondé et dirige le Centre de Recherches en Microéconomie Appliquée (REMA). Il est ainsi :
- Fondateur et Directeur du Centre de Recherches en Microéconomie Appliquée (REMA).
- Deuxième Président de l’Association Francophone d’Études sur le Développement.
- Académie des Sciences du Cameroun.
- Membre de l’American Economic Association.
- Membre de l’Association des Membres de l'Ordre des Palmes Académiques Françaises.
- Membre du Bureau, membre du Jury du Prix International et Membre du Conseil Scientifique de l’Institut Centre d’Etudes sur le Développement International et les Mouvements Économiques et Sociaux - France.
- Membre de l’Institut de Recherches Géostratégiques et d’Économie Internationale - Université Panthéon-Assas Paris II, France.
- Membre du réseau de l’AUPELF-UREF de l’Agence Universitaire de la Francophonie sur l’Analyse Economique et le Développement.
- Membre du Conseil pour le Développement de la Recherche en Sciences Sociales en Afrique (CODESRIA).
- Secrétaire de la Chambre Economie et Gestion de la Société Camerounaise des Agrégés.
- Depuis 2007 Co-président (avec Chris ITSEDE du Nigeria) du Forum des Institutions Africaines d’Analyse des Politiques (APIF).
- Membre Associé du Groupe de Recherche Innovation, Responsabilité et Développement Durable (INREDD) de la Faculté des Sciences Juridiques, Économiques et Sociales de l'Université Cadi Ayyad de Marrackeh –Maroc.
- Membre Associé de l'Association for the Advancement of African Women Economists (AAAWE).

#### Distinctions scientifiques
Le Prof Roger Tsafack Nanfosso a été élevé le 8 février 2012, Chevalier des Palmes Académiques Françaises, par un Décret du Premier Ministre français, François Fillon. Le 28 novembre 2016, il a fait son entrée dans le cercle très restreint des membres de l’Académie des Sciences du Cameroun, notamment dans le collège des Sciences sociales en tant que membre titulaire. Le 24 mai 2017, Roger Tsafack Nanfosso a été élevé au rang de Chevalier dans l’Ordre International des Palmes Académiques (OIPA) du CAMES à la suite des travaux du Conseil de l’OIPA du CAMES. Le 15 novembre 2017, il a reçu au Palais des Congrès de Yaoundé, sa médaille de Chevalier dans l’OIPA du CAMES. 

#### Distinctions civiles
Roger Tsafack Nanfosso a été élevé, le 1er juillet 2013, à la dignité de Chevalier dans l’Ordre National de la Valeur du Cameroun par un Décret du Président de la République. Et depuis le 18 mai 2018, il est Officier dans le même Ordre.

### Responsabilités extra-universitaires

#### Consultations
- Rapport: Trade unionism in Cameroon: a context anaysis, CNV International (Christelijk Nationaal Vakverbond c'est-à-dire Confédération Syndicale Nationale Chrétienne), Leiden, Pays-Bas, Novembre 2011.
- Rapport: État de la gouvernance en Afrique de l'Ouest: Cameroun, CODESRIA/OSIWA, Dakar, Octobre 2011.
- Rédaction du "Profil culturel du Cameroun", OIF/Culture et Développement, Yaoundé/Paris, Juin 2011.
- Participation au "Document de référence sur les Indicateurs de Capacité en Afrique", ACBF, Harare, 2010.
- Rapport: "Comparative study on industrial relations and collective bargaining", BIT, Genève, 2009.
- Rapport national sur le développement humain : OMD-8 : Partenariat mondial, PNUD Yaoundé, 2008.
- Formation des formateurs du pôle Dette : BEAC/BCEAO, 2007.
- Le commerce dans les stratégies de développement en Afrique : Cameroun, CEA, Addis-Abeba, 2006.
- Actes des États Généraux de l'Emploi, Ministère de l'Emploi et de la Formation Professionnelle, 2006.
- États généraux de l’Économie Camerounaise : la question de l'emploi, Ministère de l’Économie et des Finances, 2005.
- Participation au Rapport sur le Développement de l'OCDE, 2003, 2004.
- Rapport : Le NEPAD et les infrastructures de transport : bilan et perspectives en Afrique Centrale, ECA/SRCD-CA, 2004.
- Réalisation du Rapport National des Syndicats, Fondation Friedrich Ebert, 2003.
- Rapport : Le secteur privé en Afrique Centrale, CEA/CDSR-AC, 2003.
- Rapport : Atteindre les Objectifs de Développement du Millénaire, PNUD, 2001.

#### Université du GICAM et CCIMA
Le Prof Roger Tsafack Nanfosso est connu au Cameroun comme étant un fervent défenseur de l'entreprise. Outre le fait qu’il ait consacré une partie de ses travaux scientifiques à l’entreprise, il est aussi et surtout présent dans les cercles de réflexion du patronat camerounais. Depuis avril 2012, il occupe la fonction de Président du Cercle de Réflexion Économique (CREG) du Groupement Inter-patronal du Cameroun (GICAM). A ce titre, il a dirigé avec André Fotso, alors Président du GICAM, un ouvrage présentant les 100 propositions du patronat pour l’émergence du Cameroun.Il s’agit de la toute première contribution systématisée du secteur privé pour la mise en œuvre de la politique de développement du pays, déclinée dans le Document de Stratégie pour la Croissance et l’Emploi (DSCE) au Cameroun. Il a été le premier  Recteur de l’Université du GICAM. Toujours dans le cadre de ses activités avec le patronat, Roger Tsafack Nanfosso a été membre du Comité scientifique de la Chambre du Commerce, de l’Industrie, des Mines et de l’Artisanat du Cameroun (CCIMA).  

## Publications

### Ouvrages
- L'entreprise offensive (avec André Fotso), Yaoundé, Éditions Clé, 2016
- Bâtir une entreprise compétitive (avec André Fotso), Yaoundé, Éditions Clé, 2015
- Bâtir une entreprise intelligente (avec André Fotso), Yaoundé, Éditions Clé, 2015
- Bilan d'une réflexion de quatre décennies et enjeux du futur, Paris, L’Harmattan, 2015
- 100 propositions pour l'émergence du Cameroun, Yaoundé, Éditions Clé, 2014
- Environnement des affaires et systèmes productifs en Afrique Centrale, Yaoundé, AFREDIT, 2013
- Bâtir une entreprise efficace (avec André Fotso), Yaoundé, Clé, 2013
- Privatisation et bien-être social: une analyse dans le secteur de l'électricité au Cameroun (avec Maxime Kamdem Kamdem), Éditions Universitaires Européennes, 2011
- Labour Economics: An African Flavoured Notebook, Les Éditions Universitaires Européennes, 2010
- L’économie solidaire dans les pays en développement, Directeur,  Paris, L’Harmattan, 2007
- Budget et politique économique en Afrique, Yaoundé, Editions Clé, 2007
- Le Pipeline Tchad-Cameroun et l’emploi : quelles leçons ?, Presses Universitaires d’Afrique, 2003
- The Chad Cameroon Pipeline and employment: what lessons?, Presses Universitaires d’Afrique, 2003
- A quoi servent les syndicats au Cameroun ? (1999), Édition Saagraph/FFE.

### Chapitres d’ouvrages collectifs
- 2018 : Terrorisme et croissance économique en Afrique Centrale (avec Christian Lambert Nguena). In Les enjeux du développement économique. (edited by Malaga, K.; Redslob, A. et Wozniak-Jechorek). Actes du 60ème Congrès de l'AIELF, Poznań : Editions de l'Université des Sciences Économiques et de Gestion de Poznań. 59-76.
- 2017 : Un contrôle des flux économiques et financiers fortement affecté par la mondialisation. In Les frontières extérieures de l'Union Européenne: contrôle des échanges/Stratégie internationale de l'Union. (edited by Bourrinet, J.). Marseille : Editions Aix-Marseille Université. 81-86.
- 2017 : Chine: opportunité ou menace pour l'Afrique ? In Les nouveaux territoires économiques: acteurs et facteurs de l'émergence, comparaisons internationales. (edited by Clerc, P.; Guerraoui, D. et Richet, X.). Paris : L'Harmattan / Les Editions la croisée des chemins. 549-575.
- 2017 : Disability and labor force participation in Cameroon (avec Arlette Simo Fotso et Christian Zamo Akono). In Inclusive growth in Africa: policies, practice, and lessons learnt. (edited by Kayizzi-Mujerwa, S., Shimeless, A., Lusigi, A. and Moummi, A.). Routledge African Studies, Taylor & Francis. 22-36.
- 2016 : Fuites de cerveaux, gains de cerveaux ou pièges à cerveaux africains. In Migrations et fuites des cerveaux africains. (edited by Tchouassi, G.). Saarbrucken : Editions Universitaires Européennes. 16-32.
- 2016 : La protection sociale en Afrique: l'exemple du Cameroun. In Croissance, population et protection sociale: faits et théories face aux enjeux. (edited by Redslob A.). Paris : Éditions Panthéon Assas. 119-131.
- 2013 : 50 ans de politique économique au Cameroun. In 50 ans de réforme de l'Etat au Cameroun: stratégies, bilan et perspectives. (edited by Abouem à Tchoyi, D. et M'Bafou, S.C.). Paris : L'Harmattan. 25-33.
- 2011 : Quel modèle de développement en Afrique cinquante ans après son indépendance? (avec Gérard Tchouassi) In Repenser le développement à partir de l'Afrique. (edited by Pondi, J.E.) Yaoundé : Editions Afredit.  325-347.
- 2010 : De la marginalisation économique de l’Afrique (avec Gérard Tchouassi). In L’Afrique dans un monde en mutation: dynamiques internes, marginalisation internationale? (edited by Kamto, M.). Yaoundé : Editions Afredit. 223-253.
- 2009 : Child labor in Cameroon . In The World of Child Labor: An Historical and Regional Survey. (edited by Hindman M.E.). New-York : Sharpe Publisher. 250-254.
- 2007 : L’économie du travail aujourd’hui : où en sommes-nous ? In L’actualité scientifique en économie : vues croisées francophones. (edited by Blancheton, B. et Fouda, S.M.). Paris : Maisonneuve & Larose. 85-98.
- 2007 : Les aspects économiques et financiers de l’émigration en Afrique (avec Gérard Tchouassi). In Immigration et diaspora : un regard africain. (edited by Pondi, J.E.). Paris : Maisonneuve & Larose. 109-131
- 2004 : The process of privatisation in Cameroon. In Private and public sectors: towards a balance, African Development Perspectives Yearbook 2004 Vol. 10. (Edited by Wohlmuth, K.; Gutowski, A.; Knedlik, T.; Meyn, M. and Ngogang, S.). Münster : Lit Verlag. 505-520.
- 2003 : Enjeux et problématique de l’intégration économique en Afrique Centrale (avec Isaac Tamba). In L’intégration régionale en Afrique Centrale : bilan et perspectives (edited by Hammouda, H.B. ; Bekolo-Ebe, B. et Touna Mama). Paris : Karthala. 43-58.
- 2003 : La filiation détermine-t-elle l’affiliation ? In Dynamiques de développement : enjeux théoriques et débats politiques à l’aube du 21ème siècle (edited by Bekolo-Ebe, B., Touna Mama and Fouda, S.-M). Paris : Montchrestien. 391-408.
- 2000 : Ajustement structurel et désindustrialisation au Cameroun (avec Touna Mama). In Qui contribue à la désindustrialisation des régions fragilisées ? ( edited by Sagarra, A.).  Neuchâtel :  CEDIMES-CRD-Université de Neuchâtel. 185-230.
- 1999 : Gouvernement vs. secteur non-structuré : comment valoriser les activités de proximité au Cameroun ? (avec Touna Mama) In Recherches de nouvelles régulations sociales sous la pression d’une économie mondialisée. (edited by Weygold, S.-A.). Neuchâtel :  CEDIMES-CRD-Université de Neuchâtel.121-152.

### Articles
- 2019 « Le rôle des politiques de réforme fiscale dans la détermination du comportement de conformité fiscale », (avec Kede Ndouna, F. et Biloa, J.A.), in Enjeux et perspectives économiques en Afrique Francophone. 735-761[31].
- 2019 « Pouvoir du dirigeant, gouvernance et performance financière des entreprises: le cas camerounais », (avec Mbaduet, J.F.; Djoutsa Wamba, J.; Sahut, J.-M. et Teulon, F.), in Gestion 2000. 36 : 61-82[32].
- 2019 « Effets des stratégies de la neutralisation des mécanismes de gouvernance sur la performance financière », (avec Mbaduet, J.F. et Takoudjou Nimpa, A.), Global Journal of Management and Business Research[33]. 19 : 1-12.
- 2018 « La neutralisation des mécanismes de gouvernance: quelles stratégies pour le dirigeant? », (avec Mbaduet, J.F. et Takoudjou Nimpa, A.), in Global Journal of Management and Business Research. 18 : 41-52[34].
- 2018 « La croissance: une notion déphasée en Afrique? », in Revue Internationale des Économistes de Langue Française. 3 : 113-125[35].
- 2018 « 2009-2016: leçons économiques d'un septennat de dynamique entrepreneuriale au Cameroun », Revue Internationale de Management et d’Économie Appliquée. 1 : 87-104.
- 2018 « Human capital accumulation of children in Cameroon: does disability really matter » (avec Simo Fotso, A.; Solaz, A. et Diene, M.), in Education Economics. 26 : 305-320[36].
- 2017 « Financement bancaire des petites et moyennes entreprises au Cameroun » (avec Tsambou, A.D.; Zamo Akono, C. et Ndokang Esone, L.), in African Development Review. 19 : 648-659.
- 2016 « La qualité de l'intégration de l'Afrique dans l'économie mondialisée », in Revue Internationale des Économistes de Langue Française. 1 : 129-148[37].
- 2016 « Trade union and informal sector in Africa: Cameroon », in Modern Economy.  7 : 1135-1152[38].
- 2016 « Adoption of agricultural innovation in risky environment: corn producers in the west of Cameroon » (avec Prisca Koncy Fosso), in Review of Agricultural, Food and Environmental Studies. 51-62[39].
- 2015 « The World economic major players », (avec Alain Redslob), in Izvestiya of Altaï State University. 86 : 138-147.
- 2015 « Importance des politiques financières dans la croissance économique en zone CEMAC: données de pane » (avec Christian-Lambert Nguena), in Revue Africaine de Développement. 27 : 52-66.
- 2014 « What drives and limits financial deepening dynamics? Fresh empirical-based policy lesons for Africa » (avec Christian Lambert Nguena), AAYE Policy Research Working Paper Series.10 : 1-26[40].
- 2014 « Mutuelles de santé et état de santé des populations au Cameroun: enquête dans la région du Centre », (avec Jean-Colbert Awomo Ndongo et Pierre-Alexandre Mahieu), Journal de Gestion et d'Economie Médicales. 32 : 263-279.
- 2014 « Facteurs microéconomiques du déficit de financement des PME au Cameroun », (avec Christian-Lambert Nguena), in African Development Review. 26 : 372-383[41].
- 2014 « Banking activity sensitivity to macroeconomics shocks and financial policies implications » (avec Christian-Lambert Nguena), in African Development Review. 26 : 102-117[42].
- 2014 « On the sensitivity of banking activity schocks: evidence from the CEMAC Sub-region » (avec Christian-Lambert Nguena), in Economics Bulletin. 34 : 354-372[43].
- 2013 « Les déterminants de la demande des soins prénataux en République Démocratique du Congo » (avec Janvier M. Kasiwa), in African Evaluation Journal. 1.
- 2013 « Foreign Direct Investment and economic growth in Sub-Saharan African countries » (avec Luc Nembot Ndeffo et David Kamdem), in International Journal of Economics and Finance. 5 : 157-169[44].
- 2012 « Impact des mutuelles de santé sur les comportements de demande de santé des ménages au Cameroun » (avec Jean Colbert Awomo Ndongo), in ILO Research paper n° 20, Micro Insurance Innovation Facility.
- 2011 « The state of capacity building in Africa », in World Journal of Science, Technology and Sustainable Development. 8 : 195-225.
- 2011 « Organizational changes and productivity of manufacturing enterprises in Cameroon » (avec Alain Sone Mbassi), in Business and Management Review. 1 : 49-58.
- 2010 « Les déterminants de l'émancipation des femmes mariées au Cameroun » (avec Jean-Piere Evou), in Les Cahiers du CEDIMES. 4 : 71-81.
- 2011 « Labor Contracts and Shirking in Cameroon » (avec Benjamin Fomba Kamga), in International Journal of Economics and Finance. 3 : 35-43[45].
- 2010 « Decision Making, Aid System and Decisional Performance of Manufacturing Enterprises in Cameroon » (avec Alain Sone Mbassi), Journal of Communication and Computer. 7 : 52-57.
- 2010 « Fertility, Health and Female Labour Force Participation in Urban Cameroon » (avec Christian Zamo Akono), in International Business Research. 3 : 136-156[46].
- 2009 « De la pertinence du développement durable en Afrique », in Cahiers du CEDIMES. 3 : 31-48.
- 2009 « Migration and wages differentials in Urban Cameroon » (avec Christian Zamo Akono), in Research in Applied Economics. 1 : 2009[47].
- 2009 « Négociation salariale et légalité », in Annales de l’Université Marien Ngouabi, Sciences Economiques et de Gestion. 10 : 19-26.
- 2007 « On measuring indebtedness of African countries » (avec Guy Blaise Nkamleu), in The African Finance Journal. 9 : 21-38[48].
- 2007 « Les processus monétaires et financiers internationaux : acteurs et influence » (avec Gérard Tchouassi), in Revue Camerounaise d’Etudes Internationales / Cameroonian Review of International Studies. 1 : 223-241.
- 2007 « Instabilité gouvernementale, croissance et développement au Cameroun », in Revue Camerounaise de Management. 14 : 35-50.
- 2007 « Libéralisation économique et compétitivité des entreprises camerounaises », in Revue Camerounaise de Management. 14 : 13-19.
- 2006 « Economie politique d’une dynamique dans les exportations camerounaises », in Nordic Journal of African Economies. 15 : 344-366.
- 2006 « La dynamique de l’enseignement supérieur privé au Cameroun », in Revue de l’Enseignement Supérieur en Afrique / Journal of Higher Education in Africa. 4 : 99-122[49].
- 2005 « Child Labour in Yaounde – Cameroon: some lessons drawn from a survey on children », (avec Simon Alain Song Ntamack), in Journal of Economics and Business. 23 : 195-216.
- 2005 « La diffusion des NTIC au Cameroun : l’exemple du milieu estudiantin » (avec Robert Simo Kengne), in Revue Africaine des Sciences Economiques et de Gestion. 7 : 86-107.
- 2002 « Union Wage Differential : Cameroon », in The Journal of Development Alternatives and Area Studies. 21 : 104-133.
- 2002 « NTIC et développement africain », in Revue Africaine des Sciences Economiques et de Gestion. 4 : 3-28.
- 1999 « Syndicalisme et rémunération : une contribution à partir de données camerounaises », in Center for Economic Studies Discussion Paper Series. 22 p.
- 1999 « Mondialisation et détermination des salaires dans le secteur public au Cameroun », in Revue Africaine des Sciences Economiques et de Gestion. 1 : 107-131.
- 1996 « La flexibilité offensive de l’entreprise : essai de clarification théorique », in Revue Gestion 2000. 12 : 45-64.